# Krîmkî, Șpola
Krîmkî (în ucraineană Кримки) este o comună în raionul Șpola, regiunea Cerkasî, Ucraina, formată numai din satul de reședință.

## Demografie
Componența lingvistică a comunei Krîmkî
     Ucraineană (96,98%)
     Rusă (2,29%)
     Alte limbi (0,31%)
Conform recensământului din 2001, majoritatea populației comunei Krîmkî era vorbitoare de ucraineană (96,98%), existând în minoritate și vorbitori de rusă (2,29%).